# Йосип Август Ілінський
Август Йосип Ілінський (*18 серпня 1766, Романів — 1844, Петербург) — граф Австрійський (1779), Російський (1798), маршалок шляхти Чуднівської, Житомирської та Волинської, статський радник (1838—1841).

## Біографія
Август Йосип народився в Романові 18 серпня 1766 року.
Йосип навчався в Польщі та Австрії, деякий час служив при дворі Марії Антуанети. З 1788 року — шеф гренадерів і генерал-майор польської коронної кавалерії. 8 серпня 1793 року отримує звання генерал-лейтенанта військ коронних. В 1779 році Юзеф Август отримує титул графа Австрійського, а в 1798 році — титул графа Російського. Після другого розбору Польщі граф Ілінський на чолі делегації Волинської губернії їде до Санкт-Петербурга для складання присяги на вірність цариці Катерині II. А 7 серпня 1793 року отримує призначення на службу шамбеланом двору Російського, титул таємного радника 18 розряду, та маршалка шляхти Чуднівської і Житомирської.
З 1796 року граф отримує призначення на посаду губернатора Волинської губернії.
1797 Житомир викуплено російським урядом у графів Ілінських і затверджено тимчасовим центром Волинської губернії.
Граф Август Ілінський відкрив у Романові у 1806 році інститут глухонімих. Для роботи в якому залучив декількох знаменитих професорів, за що цар нагородив його найвищою в той час нагородою — орденом Володимира I степені.
В 1839 році захворів. Не маючи змоги виконувати обов'язки сенатора та таємного радника він звернувся до Імператора з проханням звільнити його у відставку. Однак цар з поваги до Ілінського в своєму указі в 1830 році наказав звільнити Юзефа Августа в безстрокову відпустку в зв'язку з хворобою, до повного видужання. Хворів сенатор довго та важко. Лише в 1841 році стан здоров'я Ілінського стало настільки добрим, що він дозволив собі поїздку до Риму, де був удостоєний особистої аудієнції у Папи Римського, і від якого отримав індульгенцію (відпуск гріхів).
Коли граф повернувся до Петербурга то знову захворів. Під час хвороби його часто відвідували хрещеник великий князь Костянтин Павлович і княжна Ловіцька. Зрідка хворого відвідували сини Генріх та Януш, що приїжджали до столиці в справах.
Помер граф в Петербурзі в 1844 році. Після віддання всіх належних йому почестей був похований в склепі католицького храму в Царському Селі. За заповітом сенатора на його кошти було збудовано церкви в Шуляйках та Курному, частково утримувались церковно-приходські школи в Романові та Шуляйках, а також Ілінський заповів на користь церкви третину свого багатства.

## Сім'я
Від першого шлюбу Юзефа Августа Ілінського було два сини — Генріх та Януш.
Генріх народився в Романові 23 січня 1781 року. Отримав від батька староство Романівське та Улянівське. З 1814 року камергер двору російського, повітовий маршалок Звягельський, з 1816 року маршалок Волинської губернії. Одружився з Міхалиною Біржинською. Мав дочку Ядвігу, яка вийшла заміж за Генріха Стецького в 1846, після чого Романів перейшов у власність Стецьких.
Януш народився в Романові в 1785 році. Був офіцером полку Уланів, маршалком шляхти Волинської (1831—1841 р.р.), після виходу у відставку з військової служби став куратором гімназій Київських, таємним радником двору російського, сенатором. Був людиною надзвичайно талановитою, композитор, поет, письменник що писав французькою мовою. Помер Януш Ілінський в 1860 році в місті Броди.

## Нагороди
14 листопада 1789 року нагороджений орденом св. Станіслава, 1 травня 1792 року нагороджений орденом Білого Орла.

## Вшанування пам'яті
- Проїзд Августа Ільїнського у місті Житомир.